# Халлер, Марко
Марко Халлер (нем. Marco Haller, род. 1 апреля 1991 в Санкт-Файт-ан-дер-Глан, Австрия) — австрийский трековый, велокроссовый и профессиональный шоссейный велогонщик, выступающий с 2012 года за команду «Katusha–Alpecin». Чемпион Австрии в индивидуальной гонке преследования на треке 2012 года. 

## Биография
На гонках Мирового тура UCI дебютировал в 2012 году на Туре Пекина, где в спринтерской развязке в борьбе с Алессандро Петакки и Элиа Вивиани сумел одержать победу на первом этапе.

## Победы на шоссе
2009
3-й  - Чемпионат мира среди юниоров, групповая гонка
1-й на этапах 1,4,5 и 6 - Tour de l'Abitibi
2011
2-й — Porec Trophy
5-й Чемпионат мира среди молодёжи, групповая гонка
2012
1-й на этапе 4 Тур Пекина
2013
1-й  Горная классификация - Три дня Де-Панне
7-й - Тур Фьордов
1-й на этапе 3 (ТТТ)
7-й - Арктическая гонка Норвегии
10-й - Ле Самын
2014
1-й на этапе 8 - Тур Австрии
2-й Чемпионат мира среди молодёжи, групповая гонка
2015
1-й  - Чемпионат Австрии в групповой гонке
1-й  - Тур Фьордов
1-й  - Молодёжная классификация
3-й - Gran Premio Nobili Rubinetterie
2016
10-й - Гран-при Импанис–Ван Петегем
2019
1-й  - Bay Classic Series
1-й  - Спринтерская классификация
1-й на этапе 1

### Гранд-туры
| Гонка           | 2015 | 2016 | 2017 |
| --------------- | ---- | ---- | ---- |
| Джиро д'Италия  | —    | —    | —    |
| Тур де Франс    | 126  | 162  | 155  |
| Вуэльта Испании | —    | —    | 118  |

| —  | Не участвовал  |
| НФ | Не финишировал |